# Celaenia olivacea
Celaenia olivacea är en spindelart som först beskrevs av Arthur Urquhart 1885.  Celaenia olivacea ingår i släktet Celaenia och familjen hjulspindlar. Inga underarter finns listade i Catalogue of Life.